# Гаврилюк, Василий Васильевич
Гаврилю́к Васи́ль Васи́льйович (укр. Гаврилюк Василь Васильйович; род. 1970) — украинский бизнесмен и политический деятель. Глава наблюдательного совета ОАО «Полтавский хлебокомбинат» с 2000 года, глава политической партии «Третья Сила» с 2005 года. Депутат Верховной рады Украины IV созыва (2002—2006).

## Биография

### Образование
Июнь 1991 года — с отличием окончил Ярославское высшее зенитно-ракетное училище по специальности «Инженер по эксплуатации радиотехнических средств».
Сентябрь 2000 года — получил второе высшее образование в Киевском национальном экономическом университете (КНЭУ) (квалификация — магистр экономики).

### Профессиональная деятельность
Сентябрь 2000 года — Василий Гаврилюк назначен генеральным директором Полтавского областного дочернего предприятия Государственной акционерной компании «Хлеб Украины». Возглавляемый Василием Гаврилюком Полтавский хлебокомбинат является владельцем торговой марки «Живий Хліб».

### Политическая деятельность
В 1998 году Василий Гаврилюк был избран депутатом Кременчугского городского совета (постоянная депутатская комиссия по бюджетным вопросам). На выборах в Верховную Раду в 2002 году избран народным депутатом Украины по одномандатному избирательному округу № 147 (Кременчуг) (первый заместитель главы Комитета Верховной Рады Украины по вопросам регламента, депутатской этики и организации работы Верховной Рады Украины). В 2005 году при поддержке общественности и представителей бизнеса Василий Гаврилюк создал политическую партию «Третья Сила».